# سیدی علی بن یوب
سیدی علی بن یوب (به عربی: سيدي علي بن يوب) یک شهرداری در الجزایر است که در استان سیدی بلعباس واقع شده‌است.